# Maciowakrze
Maciowakrze [pronunciación en polaco: /Mate͡ɕɔˈvakʂɛ/] (en alemán: Matzkirch) es un pueblo ubicado en el distrito administrativo de Gmina Pawłowiczki, dentro del Condado de Kędzierzyn-Koźle, Voivodato de Opole, en el sur de Polonia occidental. Se encuentra aproximadamente a 8 kilómetros al sur de Pawłowiczki, a 23 kilómetros al suroeste de Kędzierzyn-Koźle, y a 54 kilómetros al sur de la capital regional Opole.
Antes de 1945, el área fue parte de Alemania.